# Evermannichthys
Evermannichthys és un gènere de peixos de la família dels gòbids i de l'ordre dels perciformes.

## Taxonomia
- Evermannichthys bicolor (Thacker, 2001)[3]
- Evermannichthys convictor (Böhlke & Robins, 1969)[4]
- Evermannichthys metzelaari (Hubbs, 1923)
- Evermannichthys silus (Böhlke & Robins, 1969)[4]
- Evermannichthys spongicola (Radcliffe, 1917)[5][6][7][8][9][10]